# کای کارا-فرانس
کای کارا-فرانس (انگلیسی: Kai Kara-France؛ زادهٔ ۲۶ مارس ۱۹۹۳) ورزشکار هنرهای رزمی ترکیبی اهل نیوزیلند است. وی از سال ۲۰۱۰ میلادی تاکنون مشغول فعالیت بوده‌است.